# مبالغة

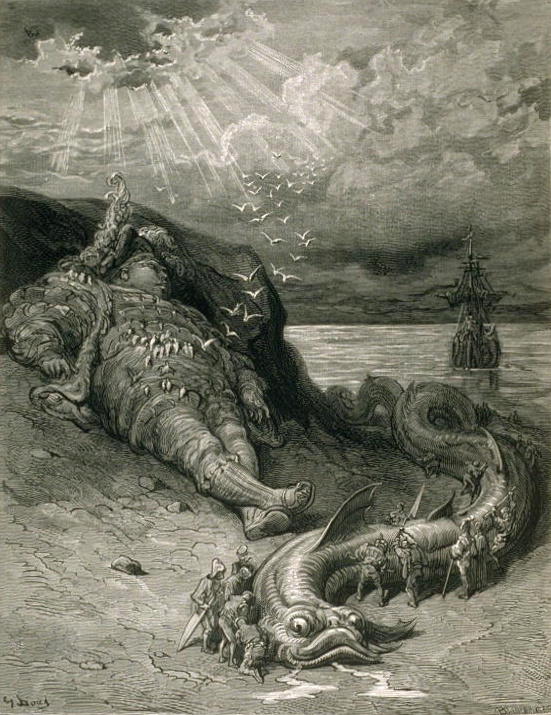
ترتبط قصص الصيد عادةً بالمبالغة. فمثلا اصطاد غارغانتوا وبانتاغرويل في رواية لرابليه حية البحرأثناء رحلة الصيد

المبالغة أو التضخيم أو التهويل (بالإنجليزية: Exaggeration)‏ أو الكارثية (بالإنجليزية: catastrophization)‏ هي الإفراط في تمثيل شيء ما، وقد اعتبر المبالِغ أو المهول شخصيةً مألوفةً في الحضارة الغربية تقريبًا منذ حديث أرسطو عن شخصية ألازون: يعتبر الشخص المتباهي أن لديه ميزات واضحة في حين أن لا يمتلك هذه الميزات على الإطلاق، أو يمتلكها بشكل أقل مما يدعي.
والمبالغة نقيض التقليل (التهوين).

## السياقات اليومية والنفسية المرضية
تتضمن سياقات المبالغة:

### التلاعب
بدأ تمثيل المباهاة والمفاخرة للمتعجرفين أو المتلاعبين على المسرح منذ الظهور الأول لشخصية ألازون – شخصية قديمة في الكوميديا اليونانية- وللمدح المتضخم عن طريق التملق والإطراء المبالغ فيه تاريخ طويل مشابه.
في حياتنا اليومية تظهر المبالغة في الإنجازات والمعضلات والمشاكل اليومية بغرض جذب الانتباه، مثل: تهويل الفرد في شعوره عن طريق المبالغة في تعبيراته العاطفية: وهذه هي الحيلة التي قد تستخدمها طفلة صغيرة، حيث تبرم وجهها بمبالغة وتجعله مقطب لتثير الشقفة تجاهها، وترتعش شفتاها وهي تركض متوجهة لأمها لتخبرها أن أحدًا ما قام بمضايقتها.
تُعتبر المبالغة أيضًا نوعًا من الخداع، كما أنه وسيلة للتمارض بتضخيم الإصابات الطفيفة أو المشقة كعذر للهروب من المسؤوليات.

### اغتيال الشخصية
يتضمن اغتيال الشخصية عادةً المبالغة المتعمدة أو التلاعب بالحقائق.

### التشويه المعرفي
يرى العلاج السلوكي المعرفي التضخيم أو التهويل (عكس التقليل أو التهوين) كعملية عقلية لا واعية وغير واقعية، أو كتشويه معرفي، والذي قد يحدث كمبالغة في التقدير الاحتمالات أو كارثسة الاحتمالات. باختصار صنع من الحبة قبة، وفي حين تشير المبالغة في تقدير الاحتمال إلى المبالغة في ترجيح حدوث هذا الاحتمال، فإن الكارئية تُشير إلى المبالغة في إعطاء أهمية لهذا الاحتمال، وللتعميم صلة وثيقة بهذا الموضوع أيضًا، حيث يرى الشخص الحدث السلبي علي أنه نموذج لانهائي من الفشل.
تُعتبر المبالغة في صعوبة إنجاز هدف ما، بعد الحصول عليه شكلاً من أشكال المبالغة المعرفية، وقد يكون الدافع لها هو الرغبة في زيادة الثقة بالنفس.
في حالة الاكتئاب، يشكل الانفصام المبالغ فيه (الكل أو لا شيء) دورةً من التعزيز الذاتي، وقد تُسمى هذه الأفكار بالمضخمات العاطفية، وذلك لأنها تشتد وتقوي بدورانها في الذهن. وهنا بعض الأفكار النموذجية التي تتعلق بطريقة التفكير الانفصامية:
- ستشكل جهودي إما نجاحا كليا أو فشلا كليا.
- أنا والأشخاص الآخرون إما جيدون أوسيئون.
- إذا لم تكن معنا فأنت ضدنا.

#### التخلص من الكارثية
يُمثل التخلص من الكارثية في العلاج المعرفي أسلوب لإعادة البناء الإدراكي من أجل معالج التشويه المعرفي، ويُعتبر كل من الكارثية والمبالغة شائع الحدوث في مرضى القلق والذهان.

### علم الأمراض
اعتبر التحليل النفسي أن المبالغات العصابية هي نتيجة للإزاحة (أي تضخيم لنموذج يُستخدم للحفاظ علي الكبت في مكان آخر)، ومن ثم فإن مشكلة مثل التناقض يمكن حلها بواسطة المبالغة في حب الشخص لشخص لآخر بما يجعل الكره في اللاواعي مكبوتا لوقت أبعد.
كذلك فإن الشعور المبالغ فيه بأهمية الذات الملاحظ عند النرجسي يستخدم المبالغة للتصدي للإقرار بأي خطأ بسيط، فيرى النرجسي أن عدم تحقيق النجاح الكامل هو فشل ذريع.
يُمكن ملاحظة الدراما الذاتية، والتصنع، والمبالغة في التعبير عن العاطفة في الأشخاص المصابين باضطراب الشخصية الهستيرية والمصابين باضطرابات الشخصية من الفئة (ب)، بينما ترتبط الكارئية باضطراب الاكتئاب ،أو العصاب، أو جنون العظمة، وذلك بالتركيز على أسوأ أمر يمكن حدوثه، بالرغم من ترجيح عدم حدوثه، أو رؤية استحالة التحمل أو عدم القدرة على تحمل وضع يُعتبر مزعجًا ولو قليلاً.

### متلازمة مونشوسن مكتشفها بروكسي
تُعتبر متلازمة مونخهاوزن بالوكالة مصطلح مثير للجدل، يُستخدم لوصف نمط سلوك يقوم فيه مقدم الرعاية بالمبالغة، وتزييف، و/أو تصور مشاكل جسمية، ونفسية، وسلوكية، و/أو إيقاع مشاكل جسدية أو نفسية أو سلوكية في الأشخاص الذين هم تحت رعايته.

## حالة التنبه
التنبيه هو الانتباه الزائد أو المبالغ فيه تجاه الخطر الحقيقي أو المتصور. مثلا: الزيادة المطردة في عدد الموتى من مرض معد.
ويُعتبر الشخص المتنبه عرضةً للتشويه الإدراكي الناتج عن تهويل الأمور –وتوقع أسوأ الأحداث الممكن حدوثها في المستقبل.

## تعابير ثقافية

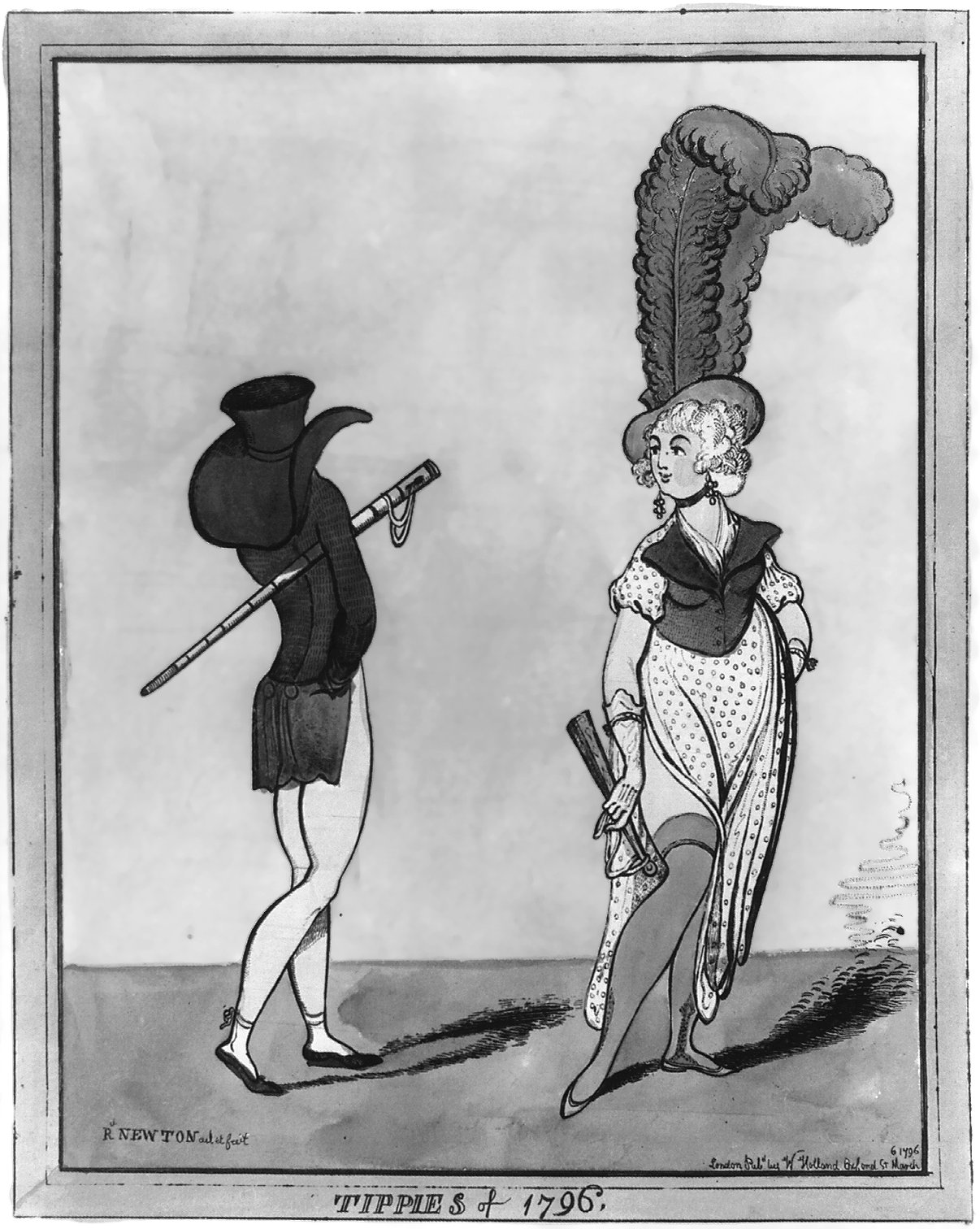
رسم كاريكاتوري من عام 1796، يحاكي ساخرًا موضة بروز ريشة أو ريشتين بشكل عامودي من قبعة السيدة والموضة الجديدة الكلاسيكية المستوحاة لفساتين السيدات،والتي كانت جديدة في إنجلترا في عام 1796

### الفكاهة
يعتبر بعض منظري المجلات الهزلية أن المبالغة عبارةً عن أداة عالمية تستخدم في الرسوم الهزلية. وقد تأخذ أشكالًا متعددةً في أساليب الكتابة المختلفة. ولكن يتفق الجميع حول حقيقة أن أسهل طريقة لجعل الأمور مضحكةً هي المبالغة فيها لدرجة السخف بسماتها البارزة.

## كاثرين تيت
تُعتبر كاثرين تيت مثالًا على الممثل الهزلي الذي يستخدم المبالغة، وقد قامت بخلق شخصيات بارزة شهيرةً كالشخصيات الكرتونية، وبهذا أكدت عبقريتها. ولم تقصد أبداً بكوميديتها أن تهين أي مشاهد فقد كانت كوميديتها مبنيةً على المبالغة الغريبة والتهكمية.

## الرسم الساخر
يقال كاريكاتور عن اللوحة التي يبالغ فيها أو يحرف فيها جوهر الشخص أو الشيء لتكوين صورة مرئية مشابهة يسهل التعرف عليها: إما بالمبالغة أوالتأكيد على عيوب الصفات. في الأدب، يعتبر الكاريكاتور وصفًا لشخص يبالغ في بعض الميزات ويفرط في تبسيط بعضها الآخر.